# Ploceus dorsomaculatus
Ploceus dorsomaculatus е вид птица от семейство Ploceidae.

## Разпространение
Видът е разпространен в Габон, Камерун, Република Конго, Демократична република Конго и Централноафриканската република.